# Argyrolobium lunare
Argyrolobium lunare là một loài thực vật có hoa trong họ Đậu. Loài này được (L.) Druce miêu tả khoa học đầu tiên.